# بيل موس جونيور
بيل موس جونيور (بالإنجليزية: Bill Moss, Jr.)‏ هو مغن مؤلف ومنتج أسطوانات أمريكي، ولد في 1971.